# Сенеки тема (Госмана тема)
Те́ма Сенеки — тема в шаховій композиції. Суть теми — в двох або більше спробах однієї і тієї ж білої фігури надаються вільні поля чорному королю внаслідок виключення білих лінійних фігур. В рішенні грає батарея і спроби хибної гри стають матуючими у відповідь на блокування тематичних полів.

## Історія
Цю ідею запропонував шаховий композитор Каміл Сенека (15.12.1903 — 28.06.1977), він жив у Румунії, потім мігрував у Францію.
В задачі на цю ідею білі спочатку роблять спроби, в яких надаються чорному королю вільні поля, але оскільки при ході білої тематичної фігури перекривається лінія дії білої фігури на поле біля чорного короля, то він має можливість своїм ходом спростувати хибну гру. В рішенні білі змушують чорних в захистах блокувати тематичні поля, що й використовується білими для гри батареї на матуючих ходах, які на початку були спробами в хибній грі — пройшла переміна функцій ходів білих фігур.
Ідея дістала назву — тема Сенеки. В деяких виданнях ця ідея іменується — тема Госмана, в честь румунського шахового композитора Георгія Госмана (23.02.1912 — 03.01.1976), який також працював над розробкою даної ідеї.
|   | a | b | c | d | e | f | g | h |   |
| 8 | b8 білий слон · c8 чорна тура · f8 біла тура · a7 білий ферзь · c6 білий слон · e6 білий пішак · d5 білий кінь · f5 білий пішак · d4 білий пішак · e4 чорний король · b3 біла тура · b2 білий король · c2 білий кінь · d1 чорний слон · e1 чорна тура · f1 чорний ферзь | b8 білий слон · c8 чорна тура · f8 біла тура · a7 білий ферзь · c6 білий слон · e6 білий пішак · d5 білий кінь · f5 білий пішак · d4 білий пішак · e4 чорний король · b3 біла тура · b2 білий король · c2 білий кінь · d1 чорний слон · e1 чорна тура · f1 чорний ферзь | b8 білий слон · c8 чорна тура · f8 біла тура · a7 білий ферзь · c6 білий слон · e6 білий пішак · d5 білий кінь · f5 білий пішак · d4 білий пішак · e4 чорний король · b3 біла тура · b2 білий король · c2 білий кінь · d1 чорний слон · e1 чорна тура · f1 чорний ферзь | b8 білий слон · c8 чорна тура · f8 біла тура · a7 білий ферзь · c6 білий слон · e6 білий пішак · d5 білий кінь · f5 білий пішак · d4 білий пішак · e4 чорний король · b3 біла тура · b2 білий король · c2 білий кінь · d1 чорний слон · e1 чорна тура · f1 чорний ферзь | b8 білий слон · c8 чорна тура · f8 біла тура · a7 білий ферзь · c6 білий слон · e6 білий пішак · d5 білий кінь · f5 білий пішак · d4 білий пішак · e4 чорний король · b3 біла тура · b2 білий король · c2 білий кінь · d1 чорний слон · e1 чорна тура · f1 чорний ферзь | b8 білий слон · c8 чорна тура · f8 біла тура · a7 білий ферзь · c6 білий слон · e6 білий пішак · d5 білий кінь · f5 білий пішак · d4 білий пішак · e4 чорний король · b3 біла тура · b2 білий король · c2 білий кінь · d1 чорний слон · e1 чорна тура · f1 чорний ферзь | b8 білий слон · c8 чорна тура · f8 біла тура · a7 білий ферзь · c6 білий слон · e6 білий пішак · d5 білий кінь · f5 білий пішак · d4 білий пішак · e4 чорний король · b3 біла тура · b2 білий король · c2 білий кінь · d1 чорний слон · e1 чорна тура · f1 чорний ферзь | b8 білий слон · c8 чорна тура · f8 біла тура · a7 білий ферзь · c6 білий слон · e6 білий пішак · d5 білий кінь · f5 білий пішак · d4 білий пішак · e4 чорний король · b3 біла тура · b2 білий король · c2 білий кінь · d1 чорний слон · e1 чорна тура · f1 чорний ферзь | 8 |
| 7 | b8 білий слон · c8 чорна тура · f8 біла тура · a7 білий ферзь · c6 білий слон · e6 білий пішак · d5 білий кінь · f5 білий пішак · d4 білий пішак · e4 чорний король · b3 біла тура · b2 білий король · c2 білий кінь · d1 чорний слон · e1 чорна тура · f1 чорний ферзь | b8 білий слон · c8 чорна тура · f8 біла тура · a7 білий ферзь · c6 білий слон · e6 білий пішак · d5 білий кінь · f5 білий пішак · d4 білий пішак · e4 чорний король · b3 біла тура · b2 білий король · c2 білий кінь · d1 чорний слон · e1 чорна тура · f1 чорний ферзь | b8 білий слон · c8 чорна тура · f8 біла тура · a7 білий ферзь · c6 білий слон · e6 білий пішак · d5 білий кінь · f5 білий пішак · d4 білий пішак · e4 чорний король · b3 біла тура · b2 білий король · c2 білий кінь · d1 чорний слон · e1 чорна тура · f1 чорний ферзь | b8 білий слон · c8 чорна тура · f8 біла тура · a7 білий ферзь · c6 білий слон · e6 білий пішак · d5 білий кінь · f5 білий пішак · d4 білий пішак · e4 чорний король · b3 біла тура · b2 білий король · c2 білий кінь · d1 чорний слон · e1 чорна тура · f1 чорний ферзь | b8 білий слон · c8 чорна тура · f8 біла тура · a7 білий ферзь · c6 білий слон · e6 білий пішак · d5 білий кінь · f5 білий пішак · d4 білий пішак · e4 чорний король · b3 біла тура · b2 білий король · c2 білий кінь · d1 чорний слон · e1 чорна тура · f1 чорний ферзь | b8 білий слон · c8 чорна тура · f8 біла тура · a7 білий ферзь · c6 білий слон · e6 білий пішак · d5 білий кінь · f5 білий пішак · d4 білий пішак · e4 чорний король · b3 біла тура · b2 білий король · c2 білий кінь · d1 чорний слон · e1 чорна тура · f1 чорний ферзь | b8 білий слон · c8 чорна тура · f8 біла тура · a7 білий ферзь · c6 білий слон · e6 білий пішак · d5 білий кінь · f5 білий пішак · d4 білий пішак · e4 чорний король · b3 біла тура · b2 білий король · c2 білий кінь · d1 чорний слон · e1 чорна тура · f1 чорний ферзь | b8 білий слон · c8 чорна тура · f8 біла тура · a7 білий ферзь · c6 білий слон · e6 білий пішак · d5 білий кінь · f5 білий пішак · d4 білий пішак · e4 чорний король · b3 біла тура · b2 білий король · c2 білий кінь · d1 чорний слон · e1 чорна тура · f1 чорний ферзь | 7 |
| 6 | b8 білий слон · c8 чорна тура · f8 біла тура · a7 білий ферзь · c6 білий слон · e6 білий пішак · d5 білий кінь · f5 білий пішак · d4 білий пішак · e4 чорний король · b3 біла тура · b2 білий король · c2 білий кінь · d1 чорний слон · e1 чорна тура · f1 чорний ферзь | b8 білий слон · c8 чорна тура · f8 біла тура · a7 білий ферзь · c6 білий слон · e6 білий пішак · d5 білий кінь · f5 білий пішак · d4 білий пішак · e4 чорний король · b3 біла тура · b2 білий король · c2 білий кінь · d1 чорний слон · e1 чорна тура · f1 чорний ферзь | b8 білий слон · c8 чорна тура · f8 біла тура · a7 білий ферзь · c6 білий слон · e6 білий пішак · d5 білий кінь · f5 білий пішак · d4 білий пішак · e4 чорний король · b3 біла тура · b2 білий король · c2 білий кінь · d1 чорний слон · e1 чорна тура · f1 чорний ферзь | b8 білий слон · c8 чорна тура · f8 біла тура · a7 білий ферзь · c6 білий слон · e6 білий пішак · d5 білий кінь · f5 білий пішак · d4 білий пішак · e4 чорний король · b3 біла тура · b2 білий король · c2 білий кінь · d1 чорний слон · e1 чорна тура · f1 чорний ферзь | b8 білий слон · c8 чорна тура · f8 біла тура · a7 білий ферзь · c6 білий слон · e6 білий пішак · d5 білий кінь · f5 білий пішак · d4 білий пішак · e4 чорний король · b3 біла тура · b2 білий король · c2 білий кінь · d1 чорний слон · e1 чорна тура · f1 чорний ферзь | b8 білий слон · c8 чорна тура · f8 біла тура · a7 білий ферзь · c6 білий слон · e6 білий пішак · d5 білий кінь · f5 білий пішак · d4 білий пішак · e4 чорний король · b3 біла тура · b2 білий король · c2 білий кінь · d1 чорний слон · e1 чорна тура · f1 чорний ферзь | b8 білий слон · c8 чорна тура · f8 біла тура · a7 білий ферзь · c6 білий слон · e6 білий пішак · d5 білий кінь · f5 білий пішак · d4 білий пішак · e4 чорний король · b3 біла тура · b2 білий король · c2 білий кінь · d1 чорний слон · e1 чорна тура · f1 чорний ферзь | b8 білий слон · c8 чорна тура · f8 біла тура · a7 білий ферзь · c6 білий слон · e6 білий пішак · d5 білий кінь · f5 білий пішак · d4 білий пішак · e4 чорний король · b3 біла тура · b2 білий король · c2 білий кінь · d1 чорний слон · e1 чорна тура · f1 чорний ферзь | 6 |
| 5 | b8 білий слон · c8 чорна тура · f8 біла тура · a7 білий ферзь · c6 білий слон · e6 білий пішак · d5 білий кінь · f5 білий пішак · d4 білий пішак · e4 чорний король · b3 біла тура · b2 білий король · c2 білий кінь · d1 чорний слон · e1 чорна тура · f1 чорний ферзь | b8 білий слон · c8 чорна тура · f8 біла тура · a7 білий ферзь · c6 білий слон · e6 білий пішак · d5 білий кінь · f5 білий пішак · d4 білий пішак · e4 чорний король · b3 біла тура · b2 білий король · c2 білий кінь · d1 чорний слон · e1 чорна тура · f1 чорний ферзь | b8 білий слон · c8 чорна тура · f8 біла тура · a7 білий ферзь · c6 білий слон · e6 білий пішак · d5 білий кінь · f5 білий пішак · d4 білий пішак · e4 чорний король · b3 біла тура · b2 білий король · c2 білий кінь · d1 чорний слон · e1 чорна тура · f1 чорний ферзь | b8 білий слон · c8 чорна тура · f8 біла тура · a7 білий ферзь · c6 білий слон · e6 білий пішак · d5 білий кінь · f5 білий пішак · d4 білий пішак · e4 чорний король · b3 біла тура · b2 білий король · c2 білий кінь · d1 чорний слон · e1 чорна тура · f1 чорний ферзь | b8 білий слон · c8 чорна тура · f8 біла тура · a7 білий ферзь · c6 білий слон · e6 білий пішак · d5 білий кінь · f5 білий пішак · d4 білий пішак · e4 чорний король · b3 біла тура · b2 білий король · c2 білий кінь · d1 чорний слон · e1 чорна тура · f1 чорний ферзь | b8 білий слон · c8 чорна тура · f8 біла тура · a7 білий ферзь · c6 білий слон · e6 білий пішак · d5 білий кінь · f5 білий пішак · d4 білий пішак · e4 чорний король · b3 біла тура · b2 білий король · c2 білий кінь · d1 чорний слон · e1 чорна тура · f1 чорний ферзь | b8 білий слон · c8 чорна тура · f8 біла тура · a7 білий ферзь · c6 білий слон · e6 білий пішак · d5 білий кінь · f5 білий пішак · d4 білий пішак · e4 чорний король · b3 біла тура · b2 білий король · c2 білий кінь · d1 чорний слон · e1 чорна тура · f1 чорний ферзь | b8 білий слон · c8 чорна тура · f8 біла тура · a7 білий ферзь · c6 білий слон · e6 білий пішак · d5 білий кінь · f5 білий пішак · d4 білий пішак · e4 чорний король · b3 біла тура · b2 білий король · c2 білий кінь · d1 чорний слон · e1 чорна тура · f1 чорний ферзь | 5 |
| 4 | b8 білий слон · c8 чорна тура · f8 біла тура · a7 білий ферзь · c6 білий слон · e6 білий пішак · d5 білий кінь · f5 білий пішак · d4 білий пішак · e4 чорний король · b3 біла тура · b2 білий король · c2 білий кінь · d1 чорний слон · e1 чорна тура · f1 чорний ферзь | b8 білий слон · c8 чорна тура · f8 біла тура · a7 білий ферзь · c6 білий слон · e6 білий пішак · d5 білий кінь · f5 білий пішак · d4 білий пішак · e4 чорний король · b3 біла тура · b2 білий король · c2 білий кінь · d1 чорний слон · e1 чорна тура · f1 чорний ферзь | b8 білий слон · c8 чорна тура · f8 біла тура · a7 білий ферзь · c6 білий слон · e6 білий пішак · d5 білий кінь · f5 білий пішак · d4 білий пішак · e4 чорний король · b3 біла тура · b2 білий король · c2 білий кінь · d1 чорний слон · e1 чорна тура · f1 чорний ферзь | b8 білий слон · c8 чорна тура · f8 біла тура · a7 білий ферзь · c6 білий слон · e6 білий пішак · d5 білий кінь · f5 білий пішак · d4 білий пішак · e4 чорний король · b3 біла тура · b2 білий король · c2 білий кінь · d1 чорний слон · e1 чорна тура · f1 чорний ферзь | b8 білий слон · c8 чорна тура · f8 біла тура · a7 білий ферзь · c6 білий слон · e6 білий пішак · d5 білий кінь · f5 білий пішак · d4 білий пішак · e4 чорний король · b3 біла тура · b2 білий король · c2 білий кінь · d1 чорний слон · e1 чорна тура · f1 чорний ферзь | b8 білий слон · c8 чорна тура · f8 біла тура · a7 білий ферзь · c6 білий слон · e6 білий пішак · d5 білий кінь · f5 білий пішак · d4 білий пішак · e4 чорний король · b3 біла тура · b2 білий король · c2 білий кінь · d1 чорний слон · e1 чорна тура · f1 чорний ферзь | b8 білий слон · c8 чорна тура · f8 біла тура · a7 білий ферзь · c6 білий слон · e6 білий пішак · d5 білий кінь · f5 білий пішак · d4 білий пішак · e4 чорний король · b3 біла тура · b2 білий король · c2 білий кінь · d1 чорний слон · e1 чорна тура · f1 чорний ферзь | b8 білий слон · c8 чорна тура · f8 біла тура · a7 білий ферзь · c6 білий слон · e6 білий пішак · d5 білий кінь · f5 білий пішак · d4 білий пішак · e4 чорний король · b3 біла тура · b2 білий король · c2 білий кінь · d1 чорний слон · e1 чорна тура · f1 чорний ферзь | 4 |
| 3 | b8 білий слон · c8 чорна тура · f8 біла тура · a7 білий ферзь · c6 білий слон · e6 білий пішак · d5 білий кінь · f5 білий пішак · d4 білий пішак · e4 чорний король · b3 біла тура · b2 білий король · c2 білий кінь · d1 чорний слон · e1 чорна тура · f1 чорний ферзь | b8 білий слон · c8 чорна тура · f8 біла тура · a7 білий ферзь · c6 білий слон · e6 білий пішак · d5 білий кінь · f5 білий пішак · d4 білий пішак · e4 чорний король · b3 біла тура · b2 білий король · c2 білий кінь · d1 чорний слон · e1 чорна тура · f1 чорний ферзь | b8 білий слон · c8 чорна тура · f8 біла тура · a7 білий ферзь · c6 білий слон · e6 білий пішак · d5 білий кінь · f5 білий пішак · d4 білий пішак · e4 чорний король · b3 біла тура · b2 білий король · c2 білий кінь · d1 чорний слон · e1 чорна тура · f1 чорний ферзь | b8 білий слон · c8 чорна тура · f8 біла тура · a7 білий ферзь · c6 білий слон · e6 білий пішак · d5 білий кінь · f5 білий пішак · d4 білий пішак · e4 чорний король · b3 біла тура · b2 білий король · c2 білий кінь · d1 чорний слон · e1 чорна тура · f1 чорний ферзь | b8 білий слон · c8 чорна тура · f8 біла тура · a7 білий ферзь · c6 білий слон · e6 білий пішак · d5 білий кінь · f5 білий пішак · d4 білий пішак · e4 чорний король · b3 біла тура · b2 білий король · c2 білий кінь · d1 чорний слон · e1 чорна тура · f1 чорний ферзь | b8 білий слон · c8 чорна тура · f8 біла тура · a7 білий ферзь · c6 білий слон · e6 білий пішак · d5 білий кінь · f5 білий пішак · d4 білий пішак · e4 чорний король · b3 біла тура · b2 білий король · c2 білий кінь · d1 чорний слон · e1 чорна тура · f1 чорний ферзь | b8 білий слон · c8 чорна тура · f8 біла тура · a7 білий ферзь · c6 білий слон · e6 білий пішак · d5 білий кінь · f5 білий пішак · d4 білий пішак · e4 чорний король · b3 біла тура · b2 білий король · c2 білий кінь · d1 чорний слон · e1 чорна тура · f1 чорний ферзь | b8 білий слон · c8 чорна тура · f8 біла тура · a7 білий ферзь · c6 білий слон · e6 білий пішак · d5 білий кінь · f5 білий пішак · d4 білий пішак · e4 чорний король · b3 біла тура · b2 білий король · c2 білий кінь · d1 чорний слон · e1 чорна тура · f1 чорний ферзь | 3 |
| 2 | b8 білий слон · c8 чорна тура · f8 біла тура · a7 білий ферзь · c6 білий слон · e6 білий пішак · d5 білий кінь · f5 білий пішак · d4 білий пішак · e4 чорний король · b3 біла тура · b2 білий король · c2 білий кінь · d1 чорний слон · e1 чорна тура · f1 чорний ферзь | b8 білий слон · c8 чорна тура · f8 біла тура · a7 білий ферзь · c6 білий слон · e6 білий пішак · d5 білий кінь · f5 білий пішак · d4 білий пішак · e4 чорний король · b3 біла тура · b2 білий король · c2 білий кінь · d1 чорний слон · e1 чорна тура · f1 чорний ферзь | b8 білий слон · c8 чорна тура · f8 біла тура · a7 білий ферзь · c6 білий слон · e6 білий пішак · d5 білий кінь · f5 білий пішак · d4 білий пішак · e4 чорний король · b3 біла тура · b2 білий король · c2 білий кінь · d1 чорний слон · e1 чорна тура · f1 чорний ферзь | b8 білий слон · c8 чорна тура · f8 біла тура · a7 білий ферзь · c6 білий слон · e6 білий пішак · d5 білий кінь · f5 білий пішак · d4 білий пішак · e4 чорний король · b3 біла тура · b2 білий король · c2 білий кінь · d1 чорний слон · e1 чорна тура · f1 чорний ферзь | b8 білий слон · c8 чорна тура · f8 біла тура · a7 білий ферзь · c6 білий слон · e6 білий пішак · d5 білий кінь · f5 білий пішак · d4 білий пішак · e4 чорний король · b3 біла тура · b2 білий король · c2 білий кінь · d1 чорний слон · e1 чорна тура · f1 чорний ферзь | b8 білий слон · c8 чорна тура · f8 біла тура · a7 білий ферзь · c6 білий слон · e6 білий пішак · d5 білий кінь · f5 білий пішак · d4 білий пішак · e4 чорний король · b3 біла тура · b2 білий король · c2 білий кінь · d1 чорний слон · e1 чорна тура · f1 чорний ферзь | b8 білий слон · c8 чорна тура · f8 біла тура · a7 білий ферзь · c6 білий слон · e6 білий пішак · d5 білий кінь · f5 білий пішак · d4 білий пішак · e4 чорний король · b3 біла тура · b2 білий король · c2 білий кінь · d1 чорний слон · e1 чорна тура · f1 чорний ферзь | b8 білий слон · c8 чорна тура · f8 біла тура · a7 білий ферзь · c6 білий слон · e6 білий пішак · d5 білий кінь · f5 білий пішак · d4 білий пішак · e4 чорний король · b3 біла тура · b2 білий король · c2 білий кінь · d1 чорний слон · e1 чорна тура · f1 чорний ферзь | 2 |
| 1 | b8 білий слон · c8 чорна тура · f8 біла тура · a7 білий ферзь · c6 білий слон · e6 білий пішак · d5 білий кінь · f5 білий пішак · d4 білий пішак · e4 чорний король · b3 біла тура · b2 білий король · c2 білий кінь · d1 чорний слон · e1 чорна тура · f1 чорний ферзь | b8 білий слон · c8 чорна тура · f8 біла тура · a7 білий ферзь · c6 білий слон · e6 білий пішак · d5 білий кінь · f5 білий пішак · d4 білий пішак · e4 чорний король · b3 біла тура · b2 білий король · c2 білий кінь · d1 чорний слон · e1 чорна тура · f1 чорний ферзь | b8 білий слон · c8 чорна тура · f8 біла тура · a7 білий ферзь · c6 білий слон · e6 білий пішак · d5 білий кінь · f5 білий пішак · d4 білий пішак · e4 чорний король · b3 біла тура · b2 білий король · c2 білий кінь · d1 чорний слон · e1 чорна тура · f1 чорний ферзь | b8 білий слон · c8 чорна тура · f8 біла тура · a7 білий ферзь · c6 білий слон · e6 білий пішак · d5 білий кінь · f5 білий пішак · d4 білий пішак · e4 чорний король · b3 біла тура · b2 білий король · c2 білий кінь · d1 чорний слон · e1 чорна тура · f1 чорний ферзь | b8 білий слон · c8 чорна тура · f8 біла тура · a7 білий ферзь · c6 білий слон · e6 білий пішак · d5 білий кінь · f5 білий пішак · d4 білий пішак · e4 чорний король · b3 біла тура · b2 білий король · c2 білий кінь · d1 чорний слон · e1 чорна тура · f1 чорний ферзь | b8 білий слон · c8 чорна тура · f8 біла тура · a7 білий ферзь · c6 білий слон · e6 білий пішак · d5 білий кінь · f5 білий пішак · d4 білий пішак · e4 чорний король · b3 біла тура · b2 білий король · c2 білий кінь · d1 чорний слон · e1 чорна тура · f1 чорний ферзь | b8 білий слон · c8 чорна тура · f8 біла тура · a7 білий ферзь · c6 білий слон · e6 білий пішак · d5 білий кінь · f5 білий пішак · d4 білий пішак · e4 чорний король · b3 біла тура · b2 білий король · c2 білий кінь · d1 чорний слон · e1 чорна тура · f1 чорний ферзь | b8 білий слон · c8 чорна тура · f8 біла тура · a7 білий ферзь · c6 білий слон · e6 білий пішак · d5 білий кінь · f5 білий пішак · d4 білий пішак · e4 чорний король · b3 біла тура · b2 білий король · c2 білий кінь · d1 чорний слон · e1 чорна тура · f1 чорний ферзь | 1 |
|   | a | b | c | d | e | f | g | h |   |

1. Sc7? Kf4!
1. Sc3? Kd3!
1. Sf6?  Kf5!
1. Dg7! ~ 2. De5#
1. ... Df4  2. Sc7#
1. ... Dd3 2. Sc3 #
1. ... Df5  2. Sf6 # 